# Пресяка
Преся́ка (болг. Пресяка) — село в Ловецькій області Болгарії. Входить до складу общини Ловеч.

## Населення
За даними перепису населення 2011 року у селі проживала 361 особа, з них 350 осіб (99,7%) — болгари.
Розподіл населення за віком у 2011 році:
Динаміка населення: